# Dicerca tenebrosa
Dicerca tenebrosa – gatunek chrząszcza z rodziny bogatkowatych i podrodziny Chrysochroinae.
Gatunek ten został opisany w 1837 roku przez Williama Kirbyego jako Buprestis tenebrosa. W 1975 G.H. Nelson wyróżnił dwa podgatunki:
- Dicerca tenebrosa knulli Nelson, 1975
- Dicerca tenebrosa tenebrosa (Kirby, 1837)

Chrząszcz o ciele umiarkowanie tęgim, długości od 11,5 do 20 mm u samców i od 10,5 do 22 mm u samic. Ubarwienie ciała może być od miedzianego do czarnego, na spodzie bardziej błyszczące niż z wierzchu. Na wierzchu ciała, w tym pokrywach i ciemieniu, dobrze widoczne nieregularne, gładkie wyniesiosłości. Czułki ma o drugim członie znacznie krótszym od trzeciego. Pokrywy są krótko owłosione, a ich wierzchołek jest pełny lub skośnie ścięty i najwyżej umiarkowanie wystający. Samce mają ząb na goleniach odnóży środkowej pary. Samice charakteryzuje trójzębność ostatniego z widocznych sternitów odwłoka.
Owad ten zasiedla Kanadę bez Nowej Fundlandii oraz Stany Zjednoczone włącznie z Alaską, natomiast z wyłączeniem obszaru środkowego i południowego. Larwy przechodzą rozwój w sosnach, jodłach, daglezji zielonej, świerku białym i świerku Engelmanna.